# Kathryn Beaumont
Kathryn Beaumont (Londres, 27 de junho de 1938) é uma atriz, dubladora e cantora britânica.
Na dublagem original, Kathryn dublou a personagem Alice, no filme Alice no País das Maravilhas, de 1951, e também Wendy Darling, em Peter Pan, de 1953, ambos da Disney.